# Vegoritis
Vegoritis (řecky Λίμνη Βεγορίτιδα) je jezero tektonického původu na hranicích regionální jednotky Pella v kraji Střední Makedonie a regionální jednotky Florina v kraji Západní Makedonie na severozápadě Řecka. Leží v oblasti zvané Mygdonie nedaleko pobřeží Egejského moře. Má rozlohu 54,31 km², je 14,8 km dlouhé a 6,9 km široké. Nachází se v nadmořské výšce 540 m. Povodí jezera má rozlohu 1853 km².

## Vodní režim
Přitéká do něj průtok ze západně ležícího jezera Petron a řeky Biralska, Oslovska a Aspropotamos. Povrchový odtok jezero nemá.

## Využití
Využívá se na zavlažování zemědělské půdy. Je bohaté na ryby, jichž se v něm vyskytuje na 30 druhů. Na březích jezera se vyskytuje na 200 druhů ptáků.